# Arrest Geldermalsen/Plameco
Het arrest Geldermalsen/Plameco (HR 24 maart 2007, NJ 2007/377) is een arrest van de Nederlandse Hoge Raad dat betrekking heeft op aansprakelijkheid uit onrechtmatige daad jegens opvolgende verkrijgers, wegens uitgifte van verontreinigde grond, hetgeen verband houdt met een voormalige gemeentelijke vuilstortplaats. Het arrest draait om drie thema's:
- de korte verjaringstermijn van art. 3:310 BW
- een exoneratiebeding
- de zorgvuldigheidsnorm in verband met aansprakelijkheid uit onrechtmatige daad.

## Casus
Op het terrein van een voormalige gemeentelijke stortplaats voor huisvuil en bedrijfsafval is in 1985 een gemeente-werkplaats gebouwd die later ook nog als jeugdsoos in gebruik is geweest. Dit perceel is op 8 november 1989 aan Van Kessel verkocht en op dezelfde dag aan Plameco doorverkocht. Als op een aangrenzend terrein van een autosloperij bodemverontreiniging is aangetroffen, laat Plameco een onderzoek uitvoeren (in 1996 en 1997) op haar eigen perceel. Daarbij wordt bodemverontreiniging geconstateerd ten gevolge van een voormalige gemeentelijke vuilstortplaats, dus niet afkomstig van de sloperij. Bij de verkoop aan Van Kessel is hem niets verteld over de historie als vuilstortplaats, waarmee de gemeenteraad toentertijd wél bekend was. In beide transacties was een kettingbeding opgenomen ten gunste van de gemeente:

De koopster vrijwaart de gemeente Geldermalsen tegen de gevolgen van eventuele bodemverontreiniging.

In het geding wordt dit beding telkens beschouwd als exoneratiebeding.
Sinds 1975 was het perceel opgenomen in het bestemmingsplan van een bedrijventerrein. Een bouwaanvraag van 1998 loopt vast door onzekerheid over sanering van de grond. In 1999 heeft Plameco zich buiten Geldermalsen gevestigd.

## Rechtsvragen
Plameco vordert schadevergoeding uit onrechtmatige daad. In de rechtsgang komen drie vragen aan de orde:
- Verjaringstermijn: Is de vordering van Plameco tijdig ingesteld? (Ja.)
- Zorgvuldigheidsnorm: Heeft de gemeente onrechtmatig gehandeld? (Ja.)
- Exoneratie: Kan de gemeente zich beroepen op de exoneratieclausule in het kettingbeding? (Nee.)

Het hof overwoog:

4.1

Kern van het geschil is de vraag of de gemeente onrechtmatig heeft gehandeld jegens Plameco doordat de gemeente vervuilde grond (hierna: het perceel) in het verkeer heeft gebracht door het perceel (...) aan (...) Van Kessel (...) te verkopen en vervolgens te leveren, die op haar beurt (...) het perceel verkocht en vervolgens geleverd heeft aan Plameco.

## Procesgang
Op 21 juni 2000 wordt de inleidende dagvaarding aan de gemeente betekend. Plameco vordert van de gemeente schadevergoeding
uit onrechtmatige daad. De vordering is door de rechtbank afgewezen. Dit vonnis is in hoger beroep door het gerechtshof vernietigd, en de (primaire) vordering van Plameco is alsnog toegewezen. Het cassatieberoep is verworpen.

### Hof
Het hof overwoog:

#### Verjaringstermijn
4.3

Vooropgesteld wordt dat bekendheid met de schade in de zin van artikel 3:310 lid 1 BW subjectief dient te worden opgevat als
een daadwerkelijke bekendheid, het redelijkerwijs kenbaar zijn van de schade is niet voldoende.

4.4

De vordering is binnen vijf jaren nadat Plameco met de schade en de aansprakelijke persoon bekend is geworden ingesteld (door betekening van de inleidende dagvaarding aan de gemeente op 21 juni 2000) en is derhalve niet verjaard.

#### Zorgvuldigheidsnorm en exoneratie
4.7

Het hof stelt voorop dat het enkele verkopen en in eigendom overdragen en aldus in het verkeer brengen van verontreinigde
grond niet zonder meer onrechtmatig is jegens latere verkrijgers van de grond indien er geen sprake is van bijzondere,
bijkomende omstandigheden. Het voorliggende geval wordt gekenmerkt door de volgende omstandigheden.

4.14

Op grond van het voorgaande kan worden vastgesteld dat de gemeente vervuilde grond in het verkeer heeft gebracht (rov. 4.8),
dat zij bekend was met het historisch gebruik van het perceel als vuilstortplaats (rov. 4.9)
hetgeen, naar zij moest weten, het risico van ernstige, tot sanering nopende verontreiniging met zich bracht (rov. 4.11),
van welk gebruik de gemeente geen mededeling heeft gedaan aan Van Kessel (rov. 4.9), die daarmee niet bekend was (rov. 4.10).
Daardoor heeft de gemeente bewerkstelligd dat ook bij de verdere vervreemding van het perceel dit gebruik en de daaruit mogelijk
volgende verontreiniging niet aan de orde is gekomen.

4.19

Het voorgaande leidt ertoe dat in het onderhavige geval sprake is van bijzondere, bijkomende omstandigheden (rov. 4.7)
die het oordeel rechtvaardigen dat de gemeente door verontreinigde grond in het verkeer te brengen, jegens Plameco heeft
gehandeld in strijd met de zorgvuldigheid die haar in het maatschappelijk verkeer betaamt. De gemeente was bekend met het
historisch gebruik van het perceel en wist althans had moeten weten dat dit gebruik het risico van verontreiniging van de bodem
met zich bracht.
Voorzienbaar was dat deze mogelijke verontreiniging voor latere verkrijgers risico’s met zich bracht waaronder het risico van
noodzakelijke onderzoeks- en saneringskosten alvorens het perceel zonder grote verliezen kan worden verkocht alsmede de
beperking van de, in beginsel tot de mogelijkheden behorende, uitbreiding van bebouwing op het perceel. Zorgvuldig handelend
had de gemeente deze risico’s naar haar afnemer en verdere verkrijgers kunnen voorkomen althans verminderen door haar koper op
de hoogte te stellen van het gebruik van het perceel als vuilstortplaats, waardoor de mogelijke verontreiniging ook bij verdere
vervreemding van het perceel aan de orde zou kunnen komen.

Deze bijzondere omstandigheden, samen met de omstandigheden zoals uiteengezet in rov. 4.14, maken dat de gemeente
door jegens Van Kessel te zwijgen over het gebruik van het onderhavige perceel als vuilstortplaats jegens Van Kessel en haar
opvolgende koper de gerechtvaardigde indruk heeft gewekt dat de bestemming ter plaatse zonder de onderhavige beperking
gerealiseerd kon worden, zodat zij onrechtmatig heeft gehandeld tegenover Plameco.

De gegeven omstandigheden — in het bijzonder de wetenschap van het (eigen) gebruik van het perceel als vuilstortplaats en het
feit dat de gemeente daarover heeft gezwegen tegenover de koper van het perceel met als te verwachten gevolg dat ook verdere
kopers daarvan onkundig zouden blijven — leiden er evenzeer toe dat het naar maatstaven van redelijkheid en billijkheid
onaanvaardbaar is dat de gemeente zich jegens Plameco op de exoneratieclausule of een onderzoeksplicht van Plameco zou kunnen
beroepen nu de gemeente, in het licht van het vorenstaande, een ernstig verwijt treft. Dat een beroep op een exoneratieclausule
slechts kan worden doorbroken indien uit een overeenkomst een garantieverplichting volgt, wordt derhalve niet gevolgd.

#### Vrijwaring
4.23

Terecht heeft de rechtbank overwogen dat voor het toestaan van de oproeping in vrijwaring voldoende is dat de waarborg
krachtens zijn rechtsverhouding tot de gewaarborgde verplicht is de nadelige gevolgen van een veroordeling in de hoofdzaak
te dragen.
Echter (...) geeft de rechtbank een te beperkte uitleg van het vrijwaringsbeding.
Met artikel 6 van de koopovereenkomst heeft Van Kessel zich verplicht de gemeente te vrijwaren tegen de gevolgen van een
eventuele bodemverontreiniging. Met het doorverkopen van de grond — waarbij ingevolge artikel 7 van de koopovereenkomst de
vrijwaring ook op de opvolgende koper is overgegaan — is, zonder bijzondere feiten of omstandigheden die niet zijn gesteld,
de verplichting van Van Kessel tot vrijwaring van de gemeente niet komen te vervallen.
Tussen de gemeente en Van Kessel bestaat nog steeds een rechtsverhouding op grond waarvan Van Kessel verplicht zou kunnen zijn
de nadelige gevolgen van een veroordeling in de procedure tussen de gemeente en Plameco te dragen.

### Hoge Raad
De Hoge Raad overwoog:

#### Verjaringstermijn
3.3.2

Het hof is blijkens deze overwegingen uitgegaan van een juiste maatstaf,
te weten dat de korte verjaringstermijn van art. 3:310 lid 1 BW, gelet op de strekking van deze bepaling,
pas begint te lopen op de dag na die waarop de benadeelde daadwerkelijk in staat is een rechtsvordering tot vergoeding van zijn schade in te stellen en dat daarvoor een daadwerkelijke bekendheid met de schade nodig is en een vermoeden van het bestaan van de schade waarop de vordering betrekking heeft, niet voldoende is.

Waar de onderhavige vordering strekte tot vergoeding van de schade die Plameco heeft geleden als gevolg van de verontreiniging, veroorzaakt door de exploitatie van het perceel als vuilstortplaats, heeft het hof voorts met juistheid aangenomen dat de verjaringstermijn pas begon te lopen zodra de benadeelde voldoende zekerheid —die niet een absolute zekerheid hoeft te zijn— had gekregen dat de bodem van het perceel op deze wijze is verontreinigd.

#### Zorgvuldigheidsnorm
3.4

Het hof is met juistheid ervan uitgegaan dat het verkopen en in eigendom overdragen en aldus in het verkeer brengen van verontreinigde grond niet zonder meer onrechtmatig is jegens latere verkrijgers, doch dat het wel onrechtmatig jegens hen kan zijn indien er sprake is van bijzondere, bijkomende omstandigheden. 

3.5.2

Het hof heeft in rov. 4.19 geoordeeld dat de eerder in die overweging vermelde bijzondere omstandigheden, samen met de omstandigheden zoals uiteengezet in rov. 4.14, maken dat de Gemeente door jegens Van Kessel te zwijgen over het gebruik van het onderhavige perceel als vuilstortplaats, jegens Van Kessel en haar opvolgende koper de gerechtvaardigde indruk heeft gewekt dat de bestemming ter plaatse zonder de onderhavige beperking gerealiseerd kon worden, zodat zij onrechtmatig heeft gehandeld tegenover Plameco.

Hieruit blijkt dat het hof niet slechts de risico’s ten aanzien van uitbreiding van de bebouwing maar ook die ten aanzien van
de geschiktheid van het perceel voor het bestemde gebruik op het oog heeft gehad. 

#### Exoneratiebeding
3.6

De vraag of het beroep op een exoneratieclausule naar maatstaven van redelijkheid en billijkheid onaanvaardbaar is, moet worden beantwoord met inachtneming van alle omstandigheden van het geval. De door de Gemeente bepleite beperking [dat een beroep op een exoneratieclausule slechts kan worden doorbroken indien uit een overeenkomst een garantieverplichting volgt] vindt geen steun in het recht.

## Tot besluit
- Plameco had geen contractuele band met de gemeente. Daarom is een vordering uit onrechtmatige daad ingesteld tegen de gemeente. De gemeente is aansprakelijk geoordeeld wegens de uitgifte van verontreinigde grond.
- Wat betreft de verjaringstermijn is het arrest onderdeel van een reeks arresten waarin telkens dezelfde formulering wordt gebruikt, die stapsgewijs wordt verfijnd. Verschillende van die arresten hebben betrekking op aansprakelijkheid voor medische fouten, en de vraag op welk moment de verjaringstermijn is aangevangen.
- Wat betreft de uitgifte van verontreinigde grond wordt betekenis toegekend aan het arrest vanwege de kernzin in r.o. 3.4 van de Hoge Raad: "dat het verkopen en in eigendom overdragen en aldus in het verkeer brengen van verontreinigde grond niet zonder meer onrechtmatig is jegens latere verkrijgers". Deze beperking wordt wel geduid als koerswijziging ten aanzien van aansprakelijkheid voor de uitgifte van verontreinigde grond.[2]